# 施薩·山齊士
塞萨尔·桑切斯·多明格斯（西班牙語：César Sánchez Domínguez，1971年9月2日—），西班牙足球運動員，司職守門員。現時效力西甲球會華倫西亞。

## 球員生涯

### 球會
施薩是皇家華拉度列青訓體系的優秀門將，然而他的首場比賽卻充滿了辛酸。1991/92賽季在皇家華拉度列主場0-6被巴塞隆拿羞辱。然而作為一名勤奮的門將，他在1995-2000年效力皇家華拉度列期間僅僅缺席了4場聯賽比賽。
2000/01賽季，施薩轉會到皇家馬德里，作為神童卡斯拿斯的替補。2001/02賽季季中，施薩憑著自己的努力，取代了卡斯拿斯的正選守門員位置，在西甲及欧洲冠军联赛中多次出場。然而造化弄人，2002年5月15日欧洲冠军联赛決賽對利華古遜中勇戰受傷，無奈交出了主力位置，而這一交就是5年。
2005/06賽季，施薩加盟皇家薩拉戈薩，立即成為這支阿拉貢地區一哥球隊的主力門將。3個賽季後的2008年8月，皇家薩拉戈薩降入了乙級聯賽。新主帥馬些連奴將施薩放入了預備隊，這是這名老門將不能接受的。
於是在胡安德·拉莫斯遠赴英倫接過熱刺教鞭後，施薩也被他帶到了英超賽場。在熱刺4-2擊敗利物浦的聯賽杯比賽中，施薩頂替受傷的靴里奴·高美斯出場。這是他在熱刺的第一場比賽，也是他唯一的一場。
2009年1月9日，施薩返回了西班牙，以自由身加盟華倫西亞並效力至該賽季結束，頂替受傷門將列蘭的位置，期間表現出色。在新賽季開始前與球會續簽了1年合同。而在新賽季，傷愈復出的列蘭卻沒有了自己的位置，被租借到薩雷斯。

### 國家隊
2000年8月16日的漢諾威，施薩在德國4-1西班牙的友誼賽中有過唯一的一次出場紀錄。

## 榮譽
- 皇家馬德里
  - 西班牙甲組足球聯賽冠軍（2次）
    - 2000/01，2002/03

  - 西班牙超級盃冠軍（2次）
    - 2001，2003

  - 歐洲聯賽冠軍盃冠軍（1次）
    - 2001/02

  - 歐洲超霸盃冠軍（1次）
    - 2002

  - 洲際盃冠軍（1次）
    - 2002